# Karl Friberth
Karl Friberth o anche Carl Frieberth (Wullersdorf, 7 giugno 1736 – Vienna, 6 agosto 1816) è stato un tenore e librettista austriaco.
Fino al 1776 fu impiegato nella cappella musicale dei principi Esterházy. Franz Joseph Haydn scrisse per lui numerosi brani. Friberth tradusse dal francese all'italiano il libretto per l'opera "L'incontro improvviso" (1775) di Franz Joseph Haydn. Dal 1771 divenne membro della Wiener Tonkünstlersozietät e nel 1776 abbandonò Eszterháza per divenire maestro di cappella a Vienna.